# العلاقات الإسواتينية الهايتية
العلاقات الإسواتينية الهايتية هي العلاقات الثنائية التي تجمع بين إسواتيني وهايتي.

## مقارنة بين البلدين
هذه مقارنة عامة ومرجعية للدولتين:
| وجه المقارنة                                              | إسواتيني                                   | هايتي                                |
| --------------------------------------------------------- | ------------------------------------------ | ------------------------------------ |
| المساحة (كم2)                                             | 17.36 ألف                                  | 27.75 ألف                            |
| عدد السكان (نسمة)                                         | 1.37 مليون                                 | 10.98 مليون                          |
| الكثافة السكانية (ن./كم²)                                 | 78.92                                      | 395.68                               |
| العاصمة                                                   | لوبامبا، مبابان                            | بورت أو برانس                        |
| اللغة الرسمية                                             | لغة إنجليزية، لغة سوازي                    | لغة فرنسية، اللغة الكريولية الهايتية |
| العملة                                                    | ليلانغيني سوازيلندي                        | جوردة هايتية                         |
| الناتج المحلي الإجمالي (بليون دولار)                      | 4.41 مليار                                 | 8.41 مليار                           |
| الناتج المحلي الإجمالي (تعادل القوة الشرائية) بليون دولار | 11.13 مليار                                | 18.82 مليار                          |
| الناتج المحلي الإجمالي الاسمي للفرد دولار أمريكي          | 3.20 ألف                                   | 818                                  |
| الناتج المحلي الإجمالي للفرد دولار أمريكي                 | 8.29 ألف                                   | 1.73 ألف                             |
| مؤشر التنمية البشرية                                      | 0.531                                      | 0.483                                |
| رمز المكالمات الدولي                                      | +268                                       | +509                                 |
| رمز الإنترنت                                              | .sz                                        | .ht                                  |
| المنطقة الزمنية                                           | التوقيت القياسي لجنوب أفريقيا، ت ع م+02:00 | 00                                   |

## منظمات دولية مشتركة
يشترك البلدان في عضوية مجموعة من المنظمات الدولية، منها:
| علم المنظمة | اسم المنظمة                                 | تاريخ انضمام إسواتيني | تاريخ انضمام هايتي |
| ----------- | ------------------------------------------- | --------------------- | ------------------ |
|             | مؤسسة التنمية الدولية                       | 22 سبتمبر 1969        | 13 يونيو 1961      |
|             | يونسكو                                      | 25 يناير 1978         | 18 نوفمبر 1946     |
|             | وكالة ضمان الاستثمار متعدد الأطراف          | 18 أبريل 1990         | 11 ديسمبر 1996     |
|             | الأمم المتحدة                               | 24 سبتمبر 1968        | 24 أكتوبر 1945     |
|             | مجموعة دول أفريقيا والكاريبي والمحيط الهادئ | ?                     | ?                  |
|             | الاتحاد البريدي العالمي                     | ?                     | ?                  |
|             | البنك الدولي للإنشاء والتعمير               | 22 سبتمبر 1969        | 8 سبتمبر 1953      |
|             | الاتحاد الدولي للاتصالات                    | 11 نوفمبر 1970        | 10 أكتوبر 1927     |
|             | منظمة حظر الأسلحة الكيميائية                | ?                     | ?                  |
|             | مؤسسة التمويل الدولية                       | 22 سبتمبر 1969        | 20 يوليو 1956      |
|             | المركز الدولي لتسوية المنازعات الاستشارية   | 14 يوليو 1971         | 26 نوفمبر 2009     |
|             | منظمة التجارة العالمية                      | ?                     | ?                  |
|             | منظمة الشرطة الجنائية الدولية               | ?                     | ?                  |

## وصلات خارجية
- موقع وزارة الخارجية الهايتية